# Комков, Анатолий Маркович
Анатолий Маркович Комков (1910, Мариинск, Томская губерния, Российская империя ― дата и место смерти неизвестны) — советский картограф. Участник ВОВ. Кандидат географических наук, доцент. Член Национального совета картографов СССР. Начальник кафедры картографии Военно-инженерной академии им. В. В. Куйбышева.

## Работы
- Обзор военно-топографической службы германской армии. Ташкент, 1942.
- Аэронавигационные карты США. М.: Воениздат, 1958.
- Составление и редактирование карт (ч. 1—2). М.: ВИА, 1958 (в соавторстве с Николаев С. А., Шилов Н. И.).
- Государственная картография США, 1961.
- Словарь географических названий зарубежных стран / Отв. ред. А. М. Комков. — 3-е изд., перераб. и доп. — М.: «Недра», 1986. — 459 с.